# ヴァイオリン協奏曲第1番 (モーツァルト)
ヴァイオリン協奏曲第1番 変ロ長調 K. 207 は、ヴォルフガング・アマデウス・モーツァルトが1773年頃に作曲したヴァイオリン協奏曲であり、作曲者にとって最初のヴァイオリン協奏曲である。

## 概要
全5曲あるモーツァルトのヴァイオリン協奏曲のうち最初に作曲された本作は、かつては1775年4月14日にザルツブルクで完成されたといわれていたが、近年の研究によって、それ以前の1773年頃に書かれている事が判明している。
他の4曲がフランス風のギャラント様式をふんだんに採り入れているのに対して、対照的にオーストリア的な色彩の顕著な作品になっており、外面的な効果は乏しいが、繊細で優美な表情や清楚な旋律などが魅力を形成している。
なお、モーツァルトのヴァイオリン協奏曲については、かつては全8曲とされてきたが、後に偽作と判明した第6番、第7番、アデライード協奏曲を除くと、全5曲である。その大半は、モーツァルトが19歳の1775年にザルツブルクで集中的に作曲されたものだが、作曲の動機については謎であり、それ以後の彼がヴァイオリン協奏曲を作曲しなくなった理由もまた不明である。

## 楽器編成
ヴァイオリン独奏、オーボエ2、ホルン2、弦五部。

## 構成
全3楽章、演奏時間は約23分。全体の楽章がすべてソナタ形式で構成されているのが特徴である。
- 第1楽章 アレグロ・モデラート
変ロ長調、4分の4拍子、協奏曲風ソナタ形式。
お使いのブラウザーでは、音声再生がサポートされていません。音声ファイルをダウンロードをお試しください。
- 第2楽章 アダージョ
変ホ長調、4分の3拍子、ソナタ形式。
お使いのブラウザーでは、音声再生がサポートされていません。音声ファイルをダウンロードをお試しください。
- 第3楽章 プレスト
変ロ長調、4分の2拍子、ソナタ形式。
お使いのブラウザーでは、音声再生がサポートされていません。音声ファイルをダウンロードをお試しください。